# Vodní nádrž Vrané
Údolní přehradní vodní nádrž Vrané nad Vltavou je vodní dílo, vytvořené vzedmutím hladiny řeky Vltavy a Sázavy hrází vodní elektrárny Vrané, dostavené v roce 1935. Je nejstarší součástí Vltavské kaskády vodních děl. Proti proudu navazuje na hráz vodní elektrárny Štěchovice.

## Popis
Délka nádrže se odvíjí od říčního kilometru 71,3 v délce 12 km v údolí Vltavy a 3 km v údolí Sázavy. Při maximální úrovni hladiny dosahuje paty vodní elektrárny Štěchovice a délky 13 km. Při ploše 2,63  km2 poskytuje užitečný objem 2,5 milionů m3. Celkový objem nádrže je 11,1 milionů m3. Hladina kolísá v rozmezí nadmořských výšek 199,5 – 200,5 metrů.
Přehrada sbírá vodu z povodí 17 782 km2, dlouhodobý průměrný průtok v profilu hráze v době výstavby byl 111 m3/s.
Přehradní nádrž je na pravém břehu lemována železniční tratí Praha -Davle -Čerčany/Dobříš, která je v údolí Sázavy známa jako Posázavský Pacifik. Podél levého břehu vede silniční komunikace Zbraslav-Štěchovice.
Nad soutokem Vltavy a Sázavy se nachází Ostrov svatého Kiliána se základy kláštera z 10. století. 

### Mosty
Oba břehy spojují dva silniční mosty, jedna lávka pro chodce a jeden železniční most. Silniční most ve Štěchovicích je národní technickou památkou jako první železobetonový obloukový most s délkou oblouku přes 100 metrů. Silniční přemostění v Davli umožňuje betonový Most Vltavanů, který nahradil původní železný most, který byl rekonstruován do podoby lávky pro chodce. Tento most, nazývaný Starý Davelský, byl v roce 1968 použit americkými filmaři pro natáčení velkofilmu Most u Remagenu. Plocha přehradní nádrže se tak ve filmu objevila v roli řeky Rýn. Ještě níže položený železniční most umožňuje spojení Vrané nad Vltavou - Dobříš a dostal se rovněž do zájmu filmařů.  

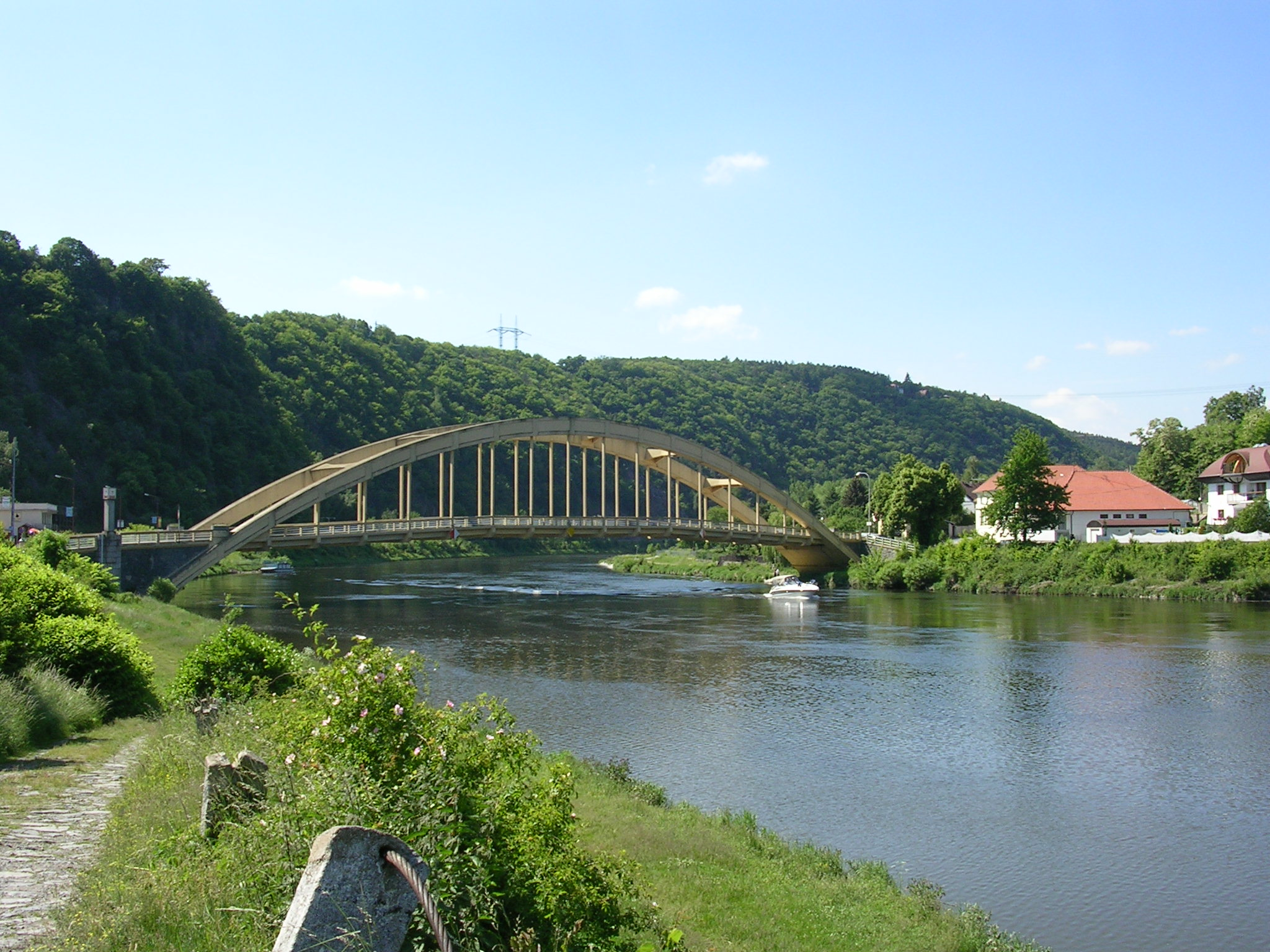
Štěchovický most
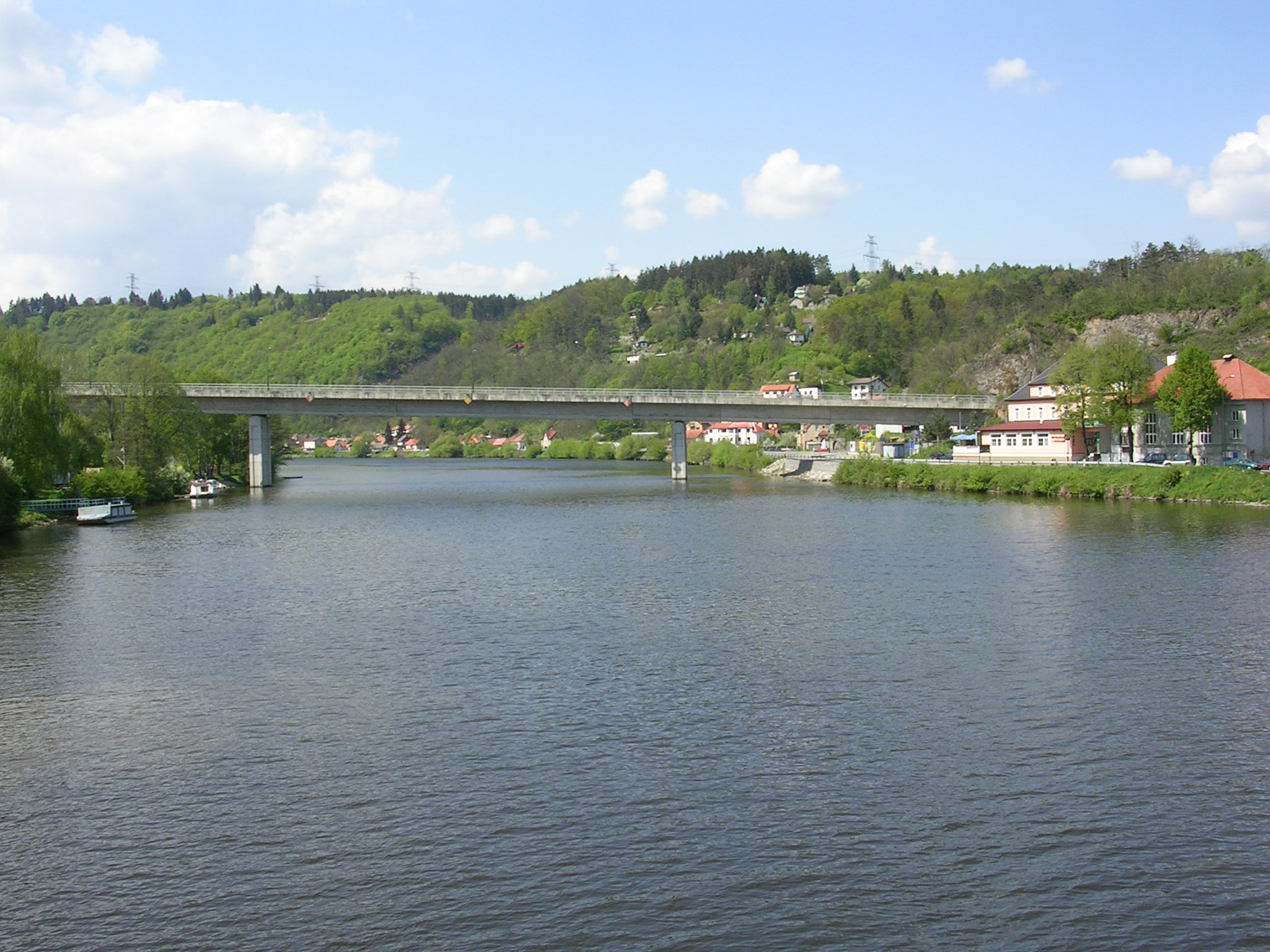
Most Vltavanů v Davli
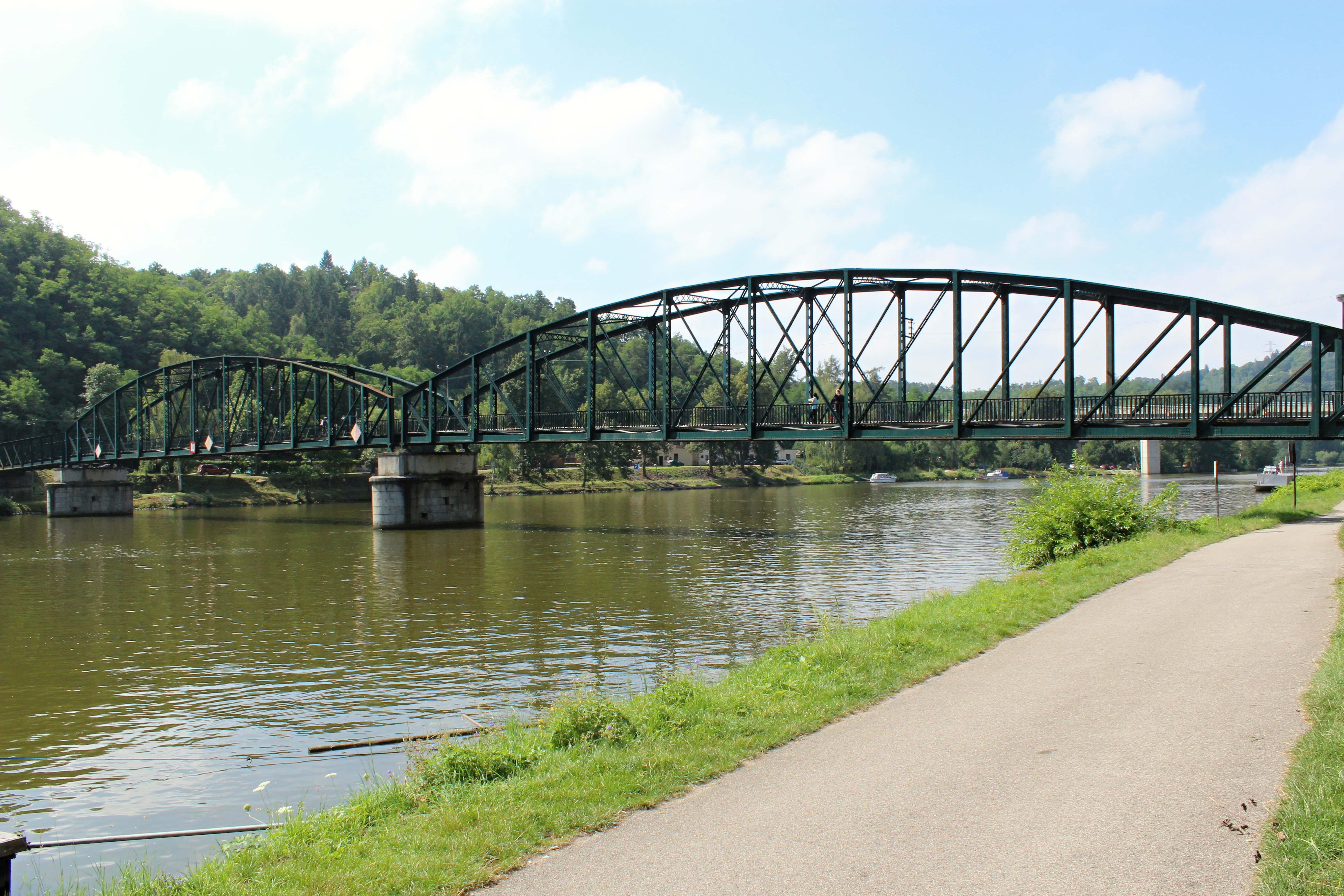
Starý Davelský most alias "Most v Remagenu"
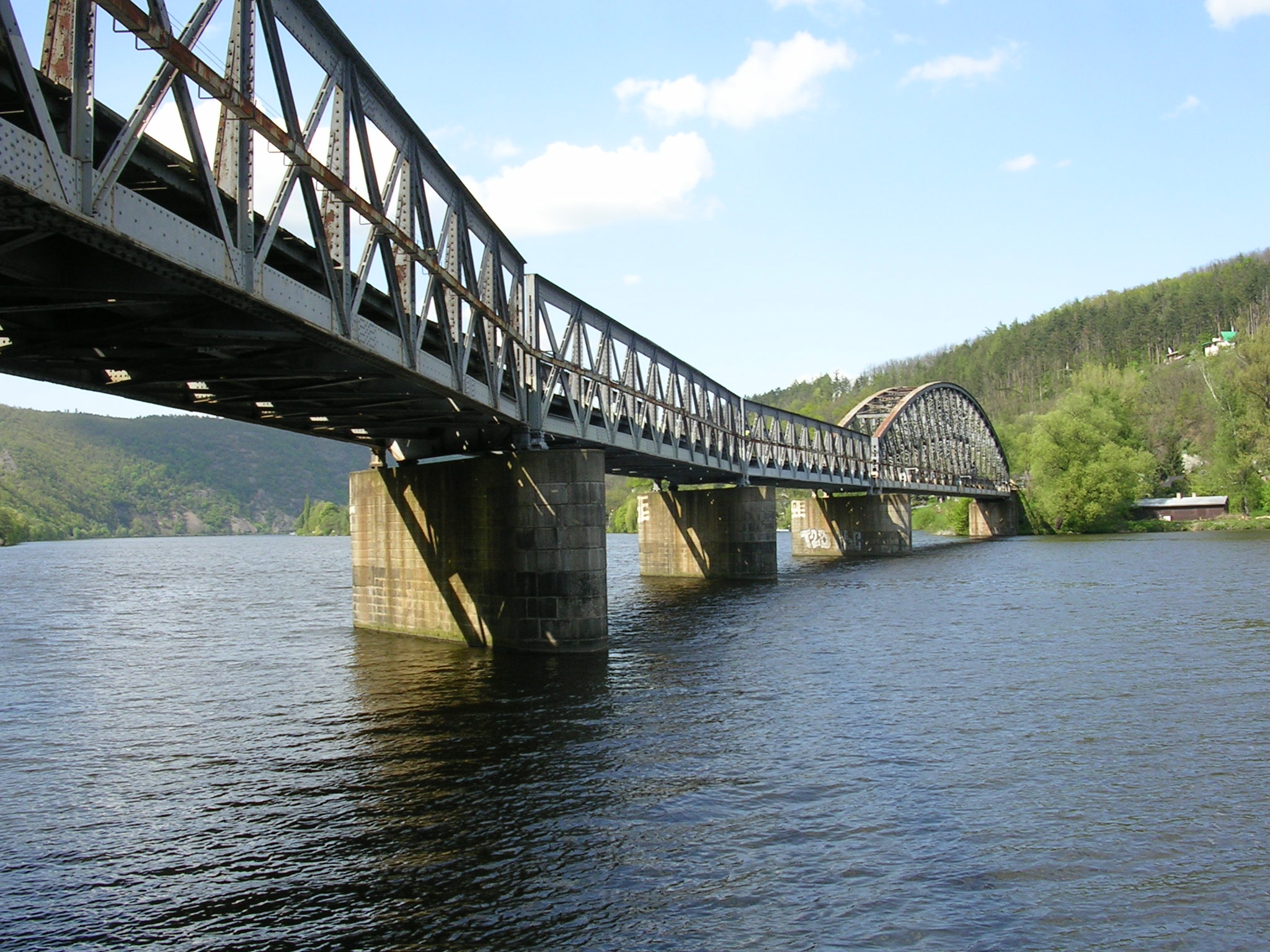
Železniční most Skochovice-Měchenice
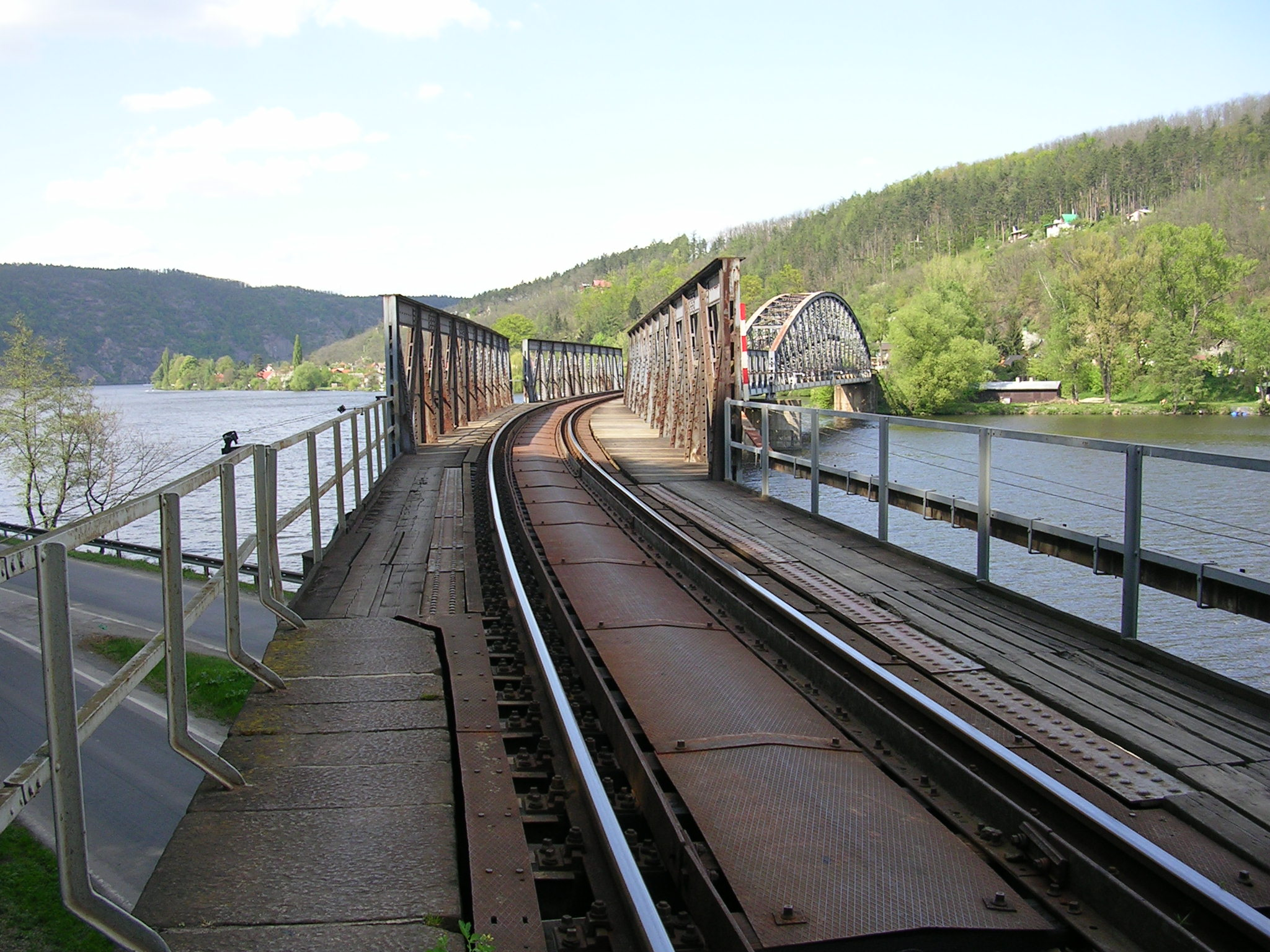
Směr Vrané-Praha
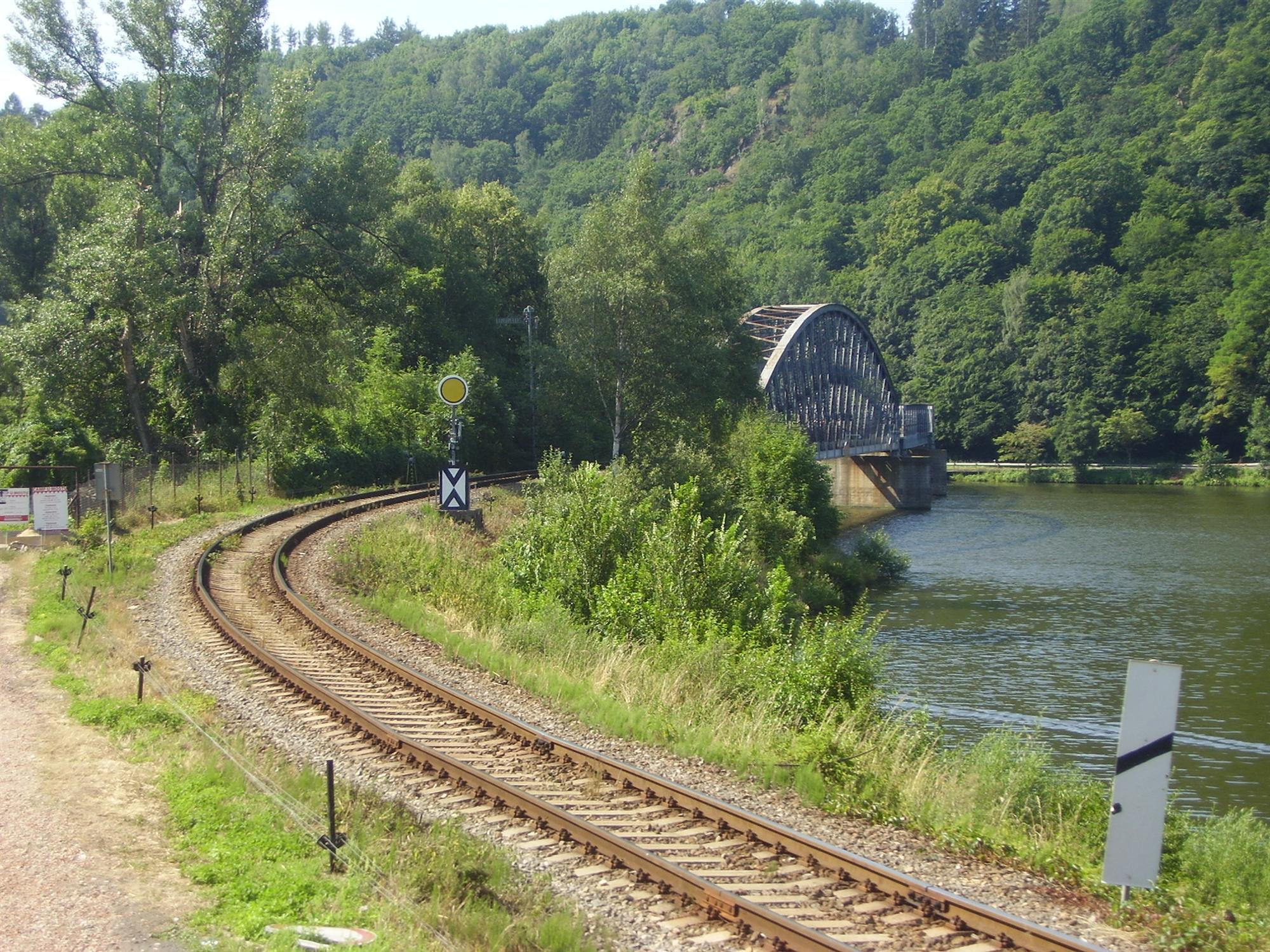
Dobříšská větev krátce po odbočení

## Využití
Hlavní význam tkví ve vytvoření pracovní hladiny pro výkon vodní elektrárny Vrané. Intenzita druhotných využití se měnila s časem většinou v závislosti na stavu budování dalších stupňů Vltavské kaskády.

### Rekreace
Přehradní nádrž byla první údolní nádrží v blízkosti Prahy. V prvorepublikovém období byla oblíbeným cílem vodní rekreace. Přehrazením zatopeného ústí Bojovského potoka v obci Měchenice vznikla mělká nádrž vhodná pro vybudování říčních lázní. Díky blízkosti železnice se plovárna rychle zařadila mezi nejoblíbenější zařízení svého druhu v okolí Prahy. Častými návštěvníky byly i významné osobnosti, mezi stabilní návštěvníky patřil Jan Masaryk. Po vybudování vodních děl se zájem o vodní rekreaci posunul proti proudu na břehy Slapské a Orlické nádrže, ale ještě v 80. letech se obliba Měchenické plovárny připomíná v textu Ivana Mládka: „Když je v Praze abnormální hic, chodím k vodě až do Měchenic, měchenická plovárna má krásné okolí, ještě krásnější než bazén v Praze 4-Podolí.“ Přehradní nádrž je rovněž oblíbenou kulisou turistických tras, odvíjejících se většinou z Davle.

### Sportovní rybolov
Soutok Sázavy a Vltavy byl vždy oblíbenou oblastí sportovního rybolovu a revír patřil i mezi oblíbené rybolovné cíle Emy Destinové. Dostavení přehradního tělesa znamenalo konec tahu atlantského lososa na tradiční trdliště na horní Vltavě a Otavě. Po napuštění nádrže však vznikl atraktivní revír s klasickou osádkou cejnového pásma. Zejména sázavská část vynikala velkým druhovým bohatstvím. S výstavbou Vltavské kaskády spolu s přílivem chladných spodních vod přitažlivost revírů ztrácela na hodnotě. Přesto zejména břehy sázavské části stále zůstaly mezi oblíbenými místy pro sportovní rybolov v blízkosti hlavního města. Revír je tradiční součástí nabídky Českého rybářského svazu pod označením Vltava 8. Přítoky Kocába, Bojovský a Zahořanský potok jsou samostatnými pstruhovými revíry.

### Doprava
Prioritou prvních projektů byla lodní doprava za předpokladu splavnosti Vltavy až do Českých Budějovic s návazností na povodí Dunaje. Vybudováním vodního díla Slapy se z plánované říční cesty mezinárodního významu stala slepá vodní cesta. Význam nákladní lodní dopravy se omezil na ojedinělé dodávky stavebních materiálů do Štěchovic. Přepravní výkony v osobní dopravě ze 30. let 20. století se již nikdy neopakovaly, nicméně osobní a rekreační doprava na přehradní nádrži je populární i v 21. století. Přehradní jezero je součástí vodní cesty Dolní Vltava a trasy osobní dopravy na lince Praha-Třebenice. Součástí vodní cesty je dvoucestná lodní propust.

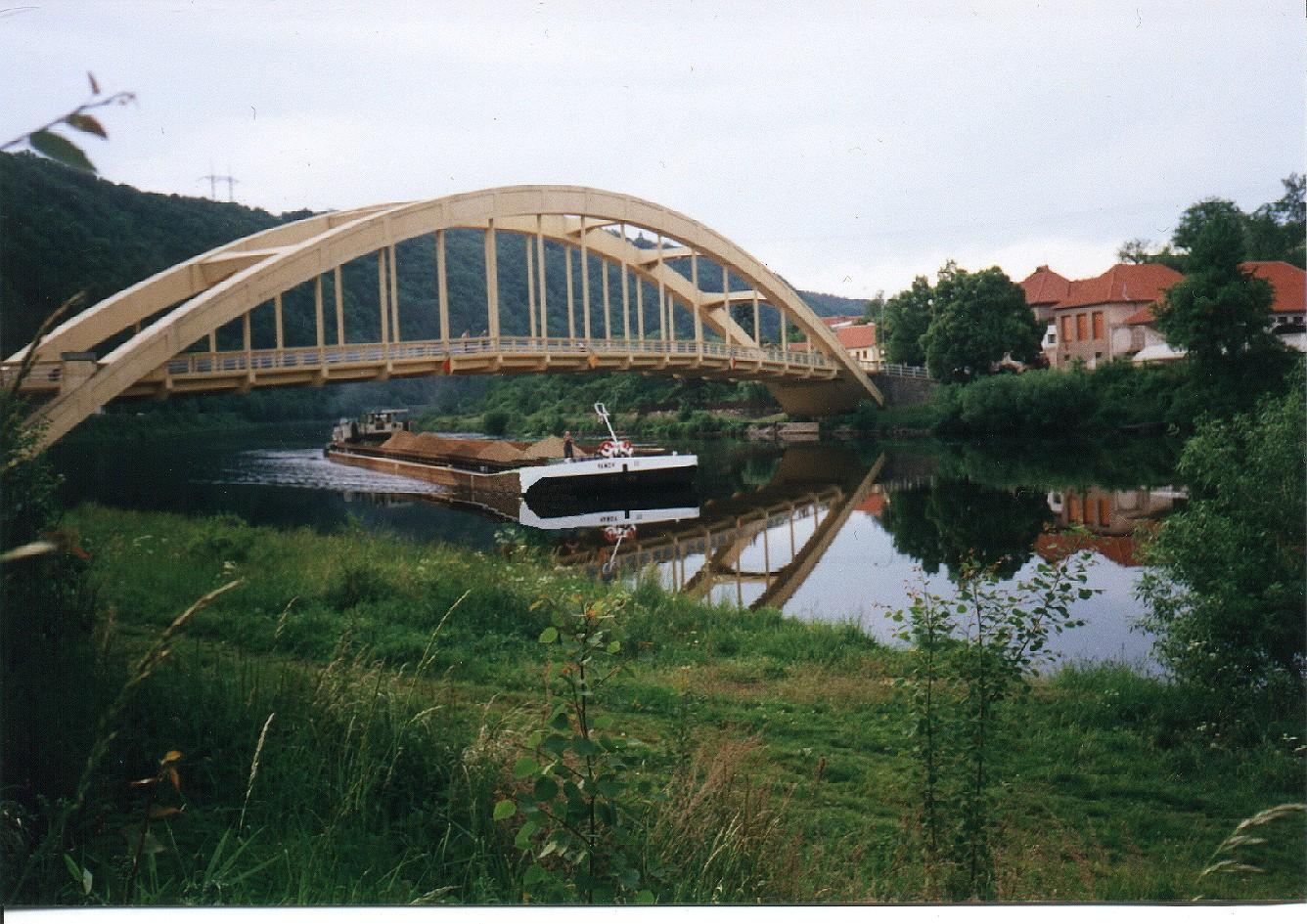
Tlačná souprava s nákladem písku ve Štěchovicích
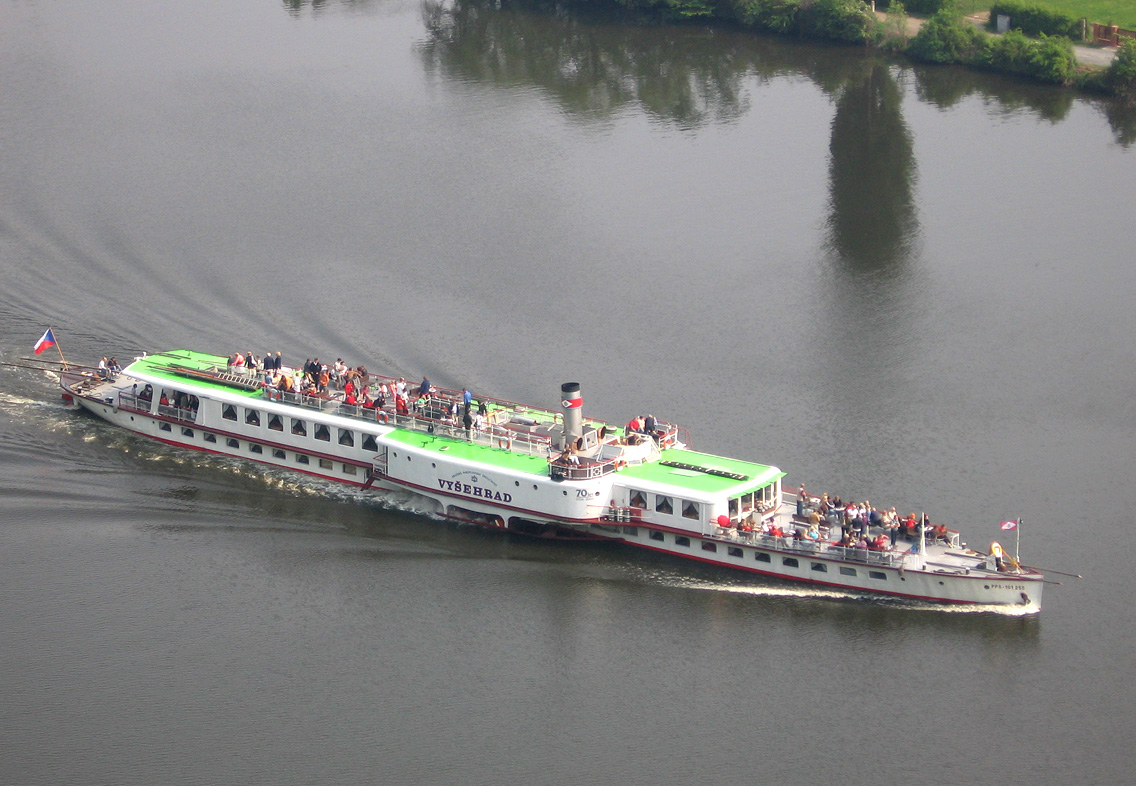
Parník Vyšehrad u Skochovic
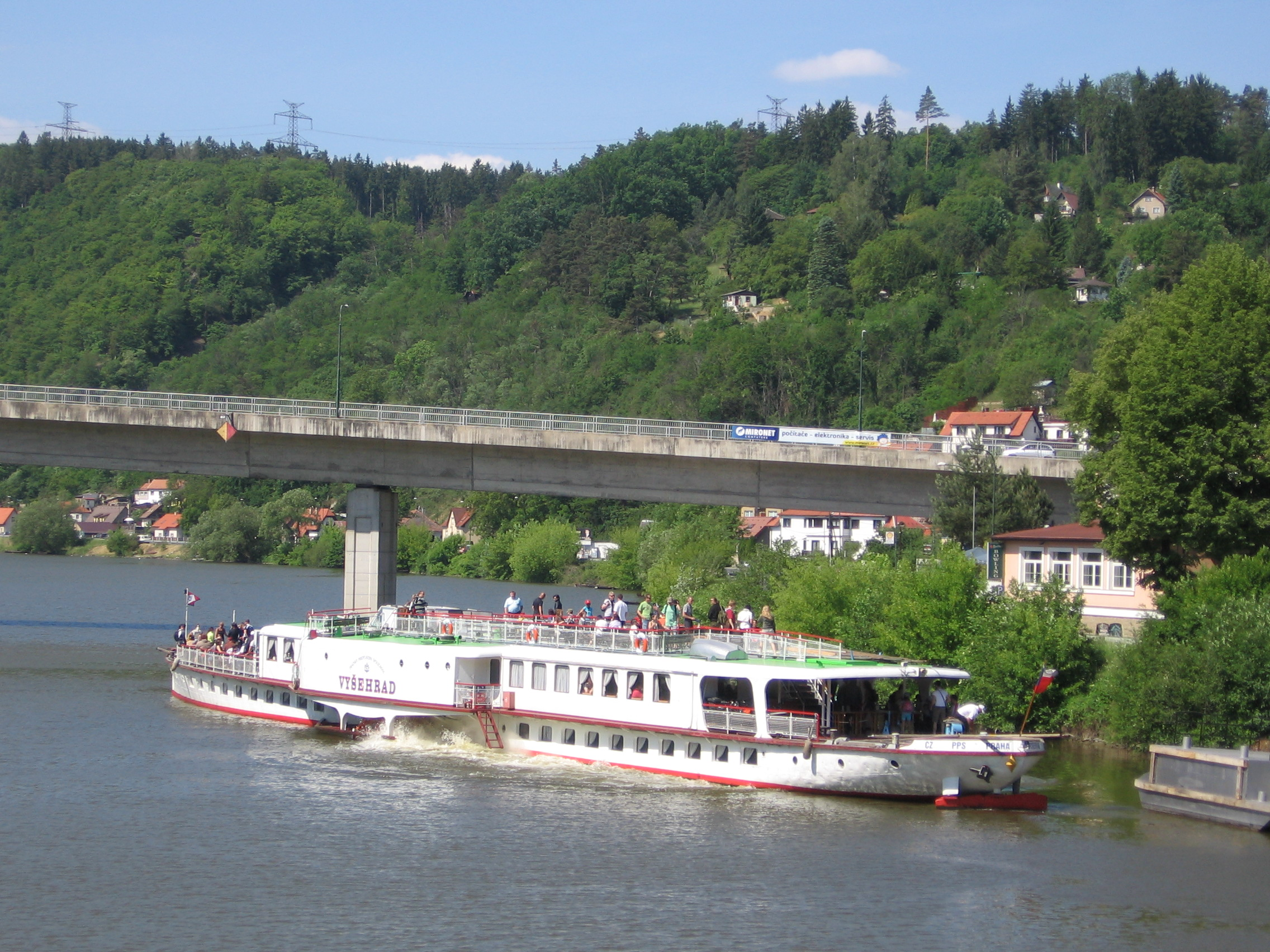
Parník Vyšehrad u Mostu Vltavanů
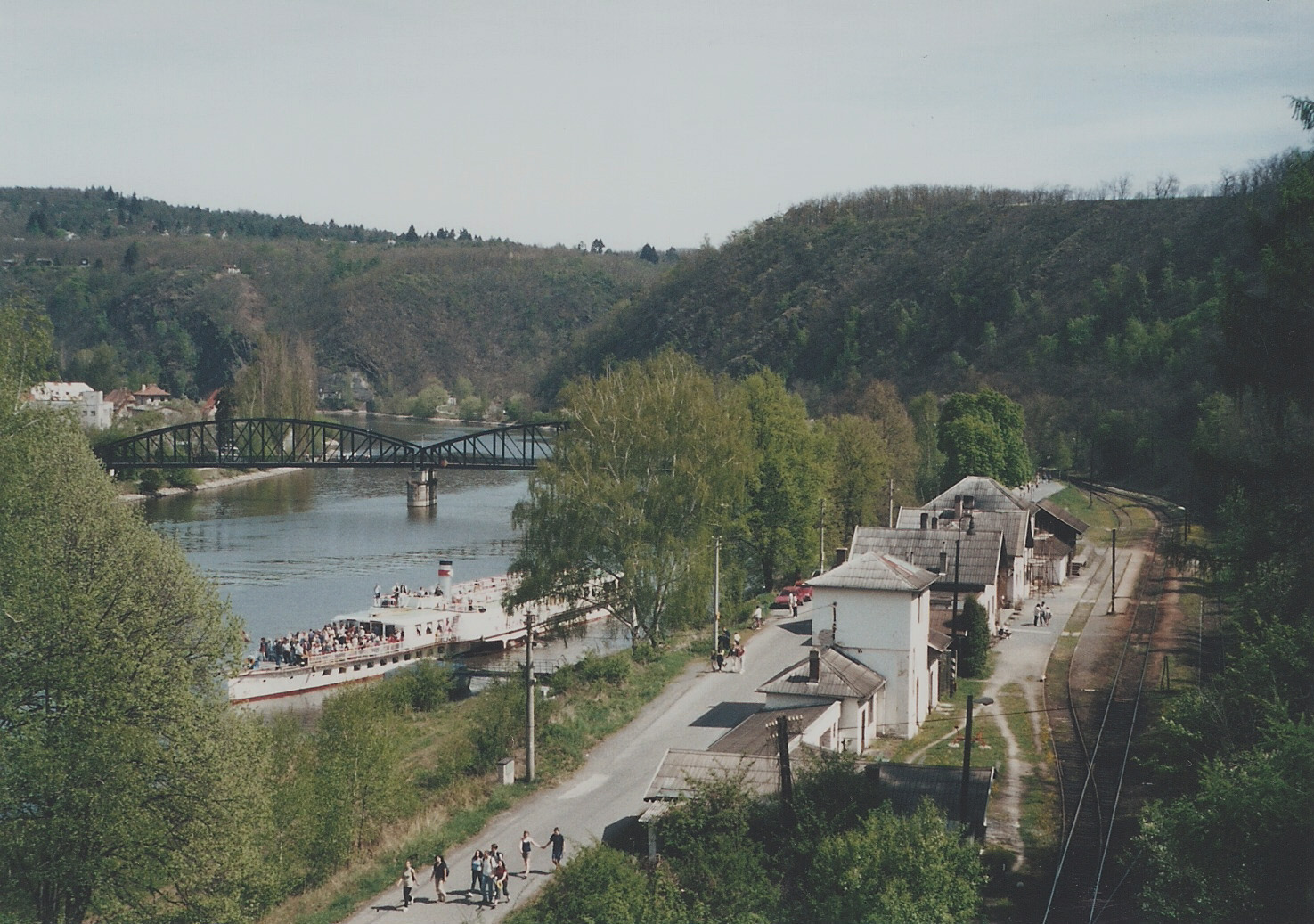
Stanice Davle
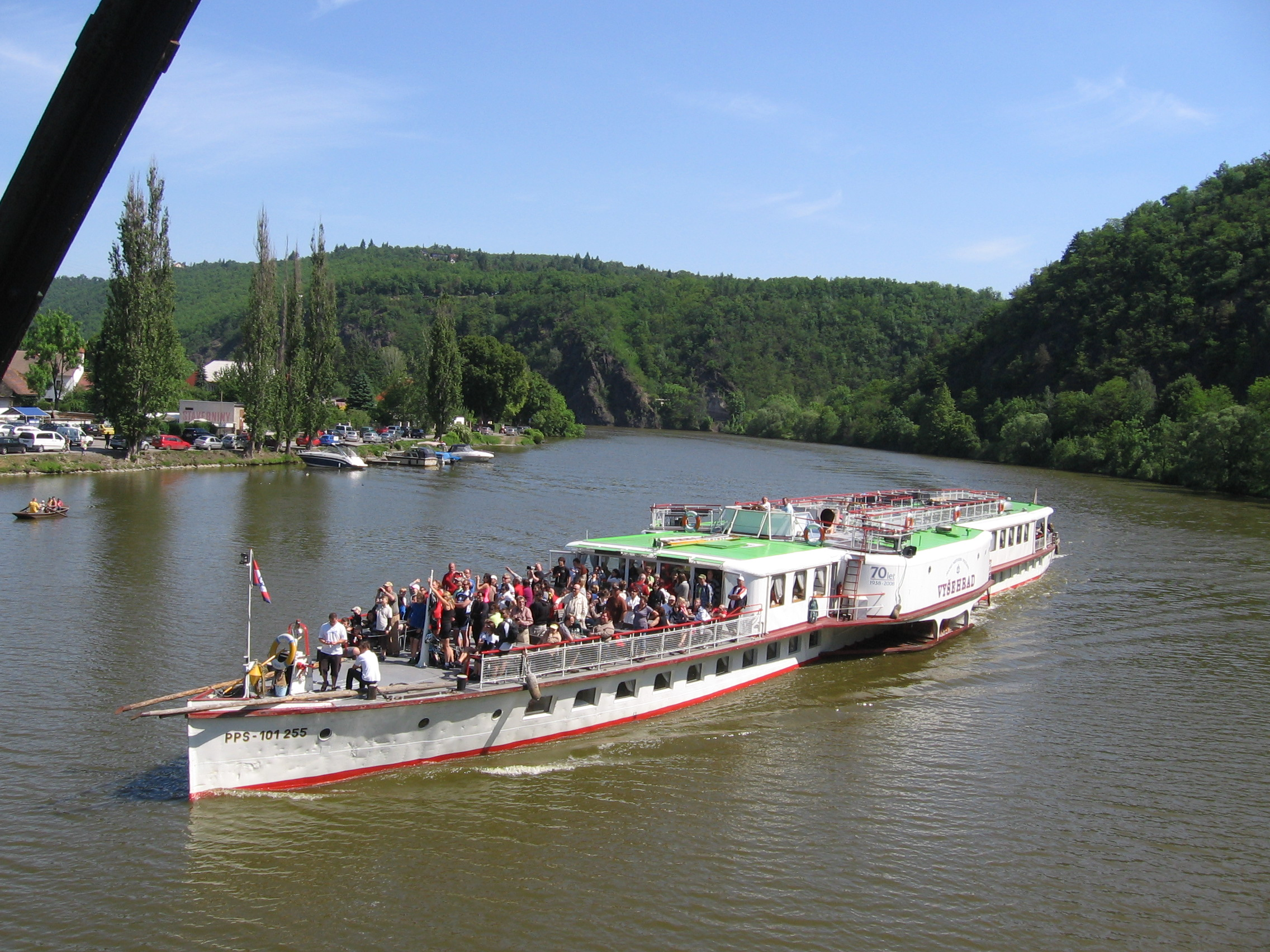
Parník Vyšehrad míří pod Starý Davelský most
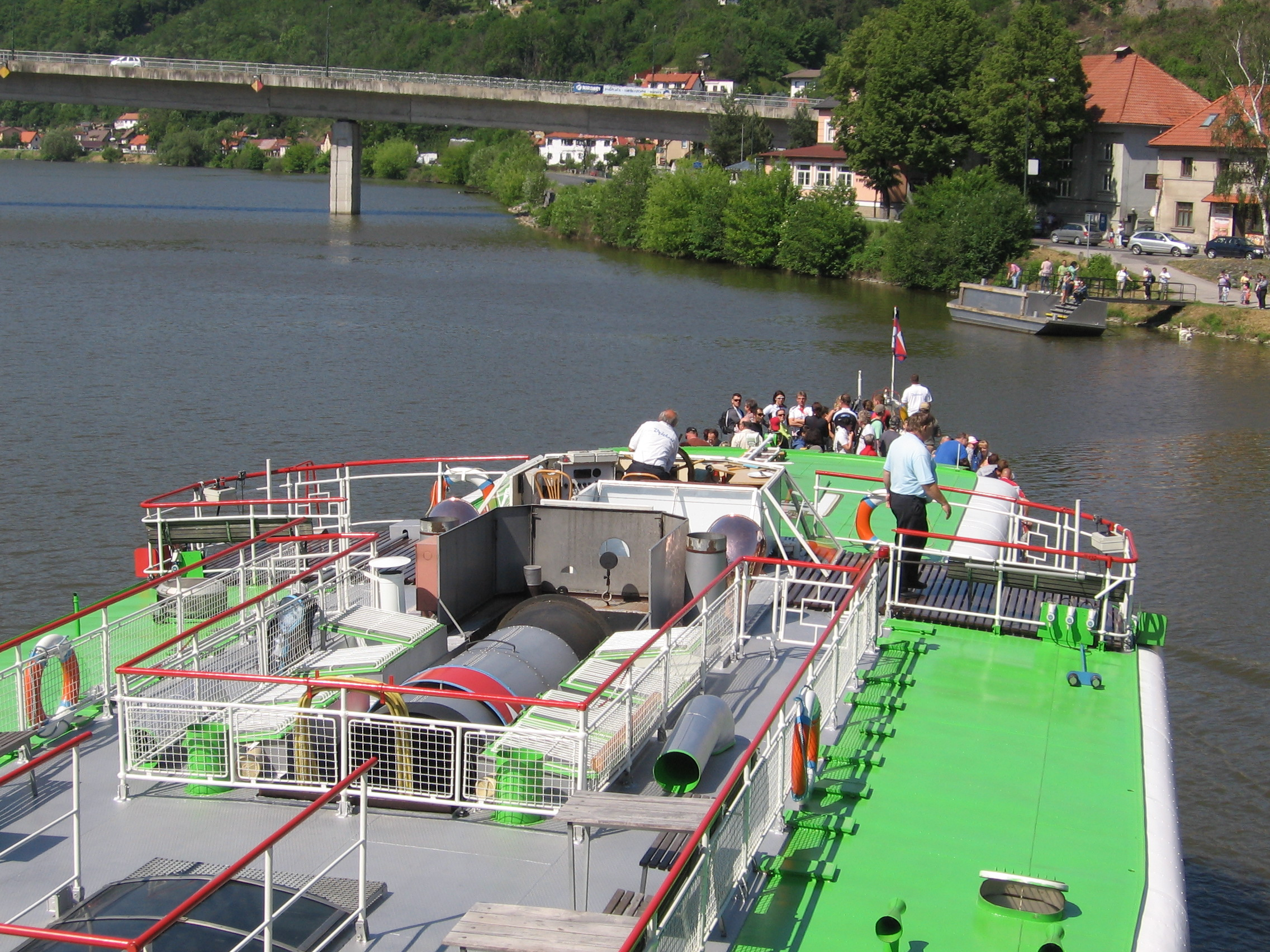
Davelské přístaviště

#### Plavební komory
Plavební komory umožňují velkým lodím překonat hráz vodní nádrže a prodlužují vltavskou vodní cestu až k hrázi vodní nádrže Štěchovice. Komory jsou dvě, nacházejí se u levého břehu a jsou vysunuty do horní vody.
Malá plavební komora se nachází blíže ke středu řeky, má v horním i dolním ohlaví osazena vzpěrná vrata a její užitná šířka je 12 metrů a užitná délka 85 metrů.

Velká plavební komora se nachází blíže ke břehu, v dolním ohlaví má osazena vzpěrná vrata a v horním ohlaví tabulový uzávěr podobný jako v jezovém poli, který umožňuje převádění velkých vod plavební komorou. Užitná šířka plavební komory je 12 metrů a celková užitná délka 134 metrů. Navíc je rozdělena středními vzpěrnými vraty na dvě menší plavební komory délek (ve směru po proudu) 43 metrů a 85 metrů.

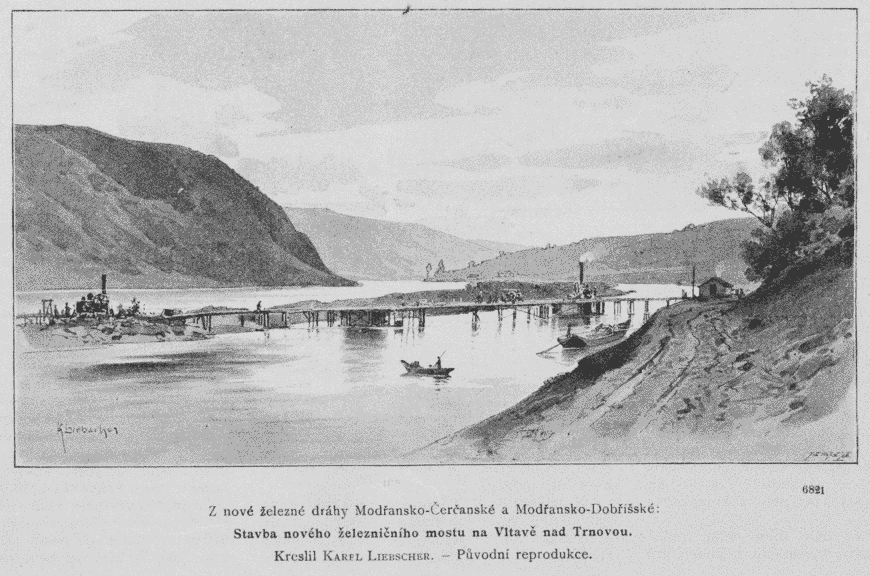
Stavba železničního mostu v roce 1896
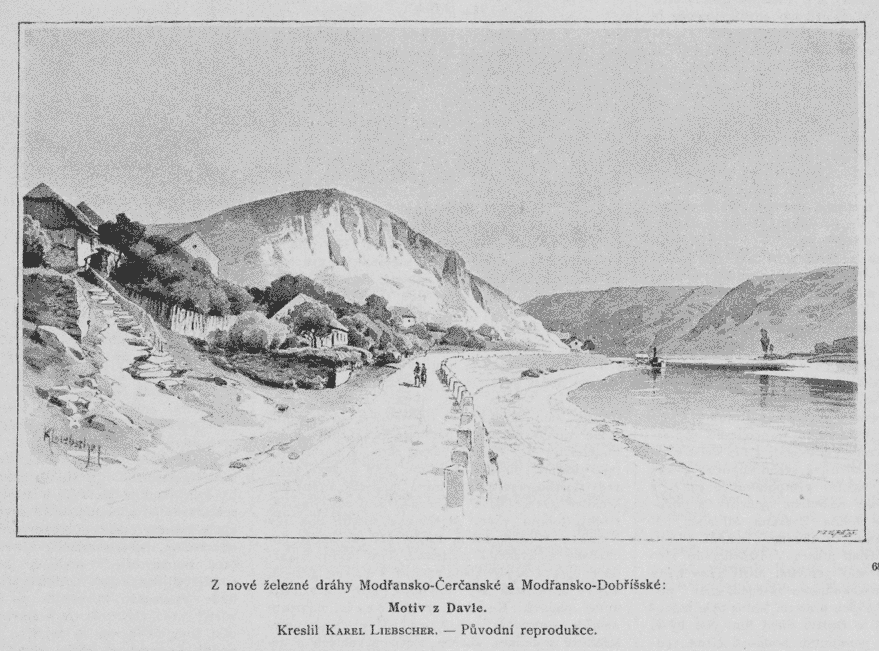
Vltava v době výstavby železniční tratě (1896-1897)
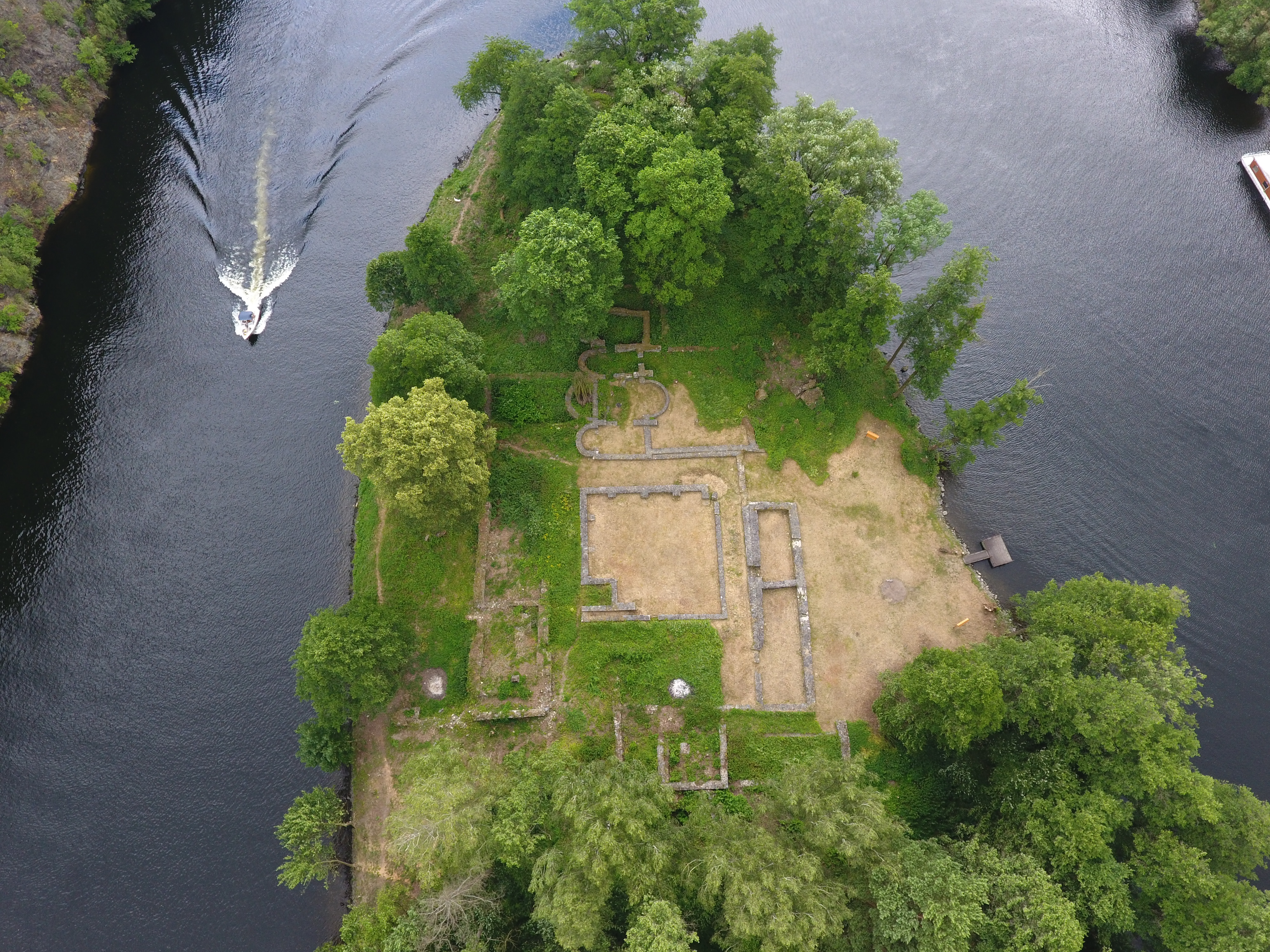
Základy kláštera z 10. století na Ostrově svatého Kiliána
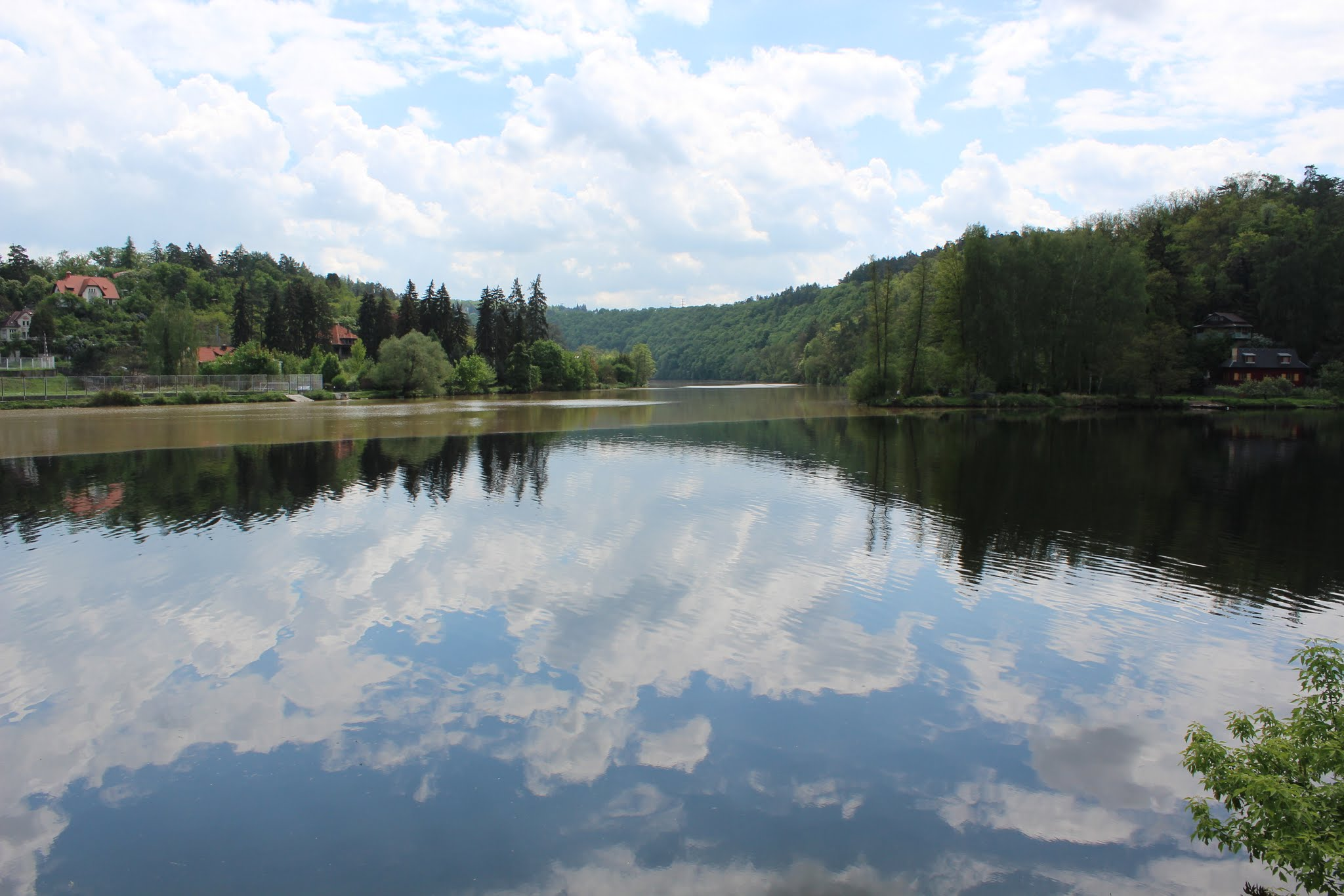
Soutok kalných vod Sázavy s Vltavou
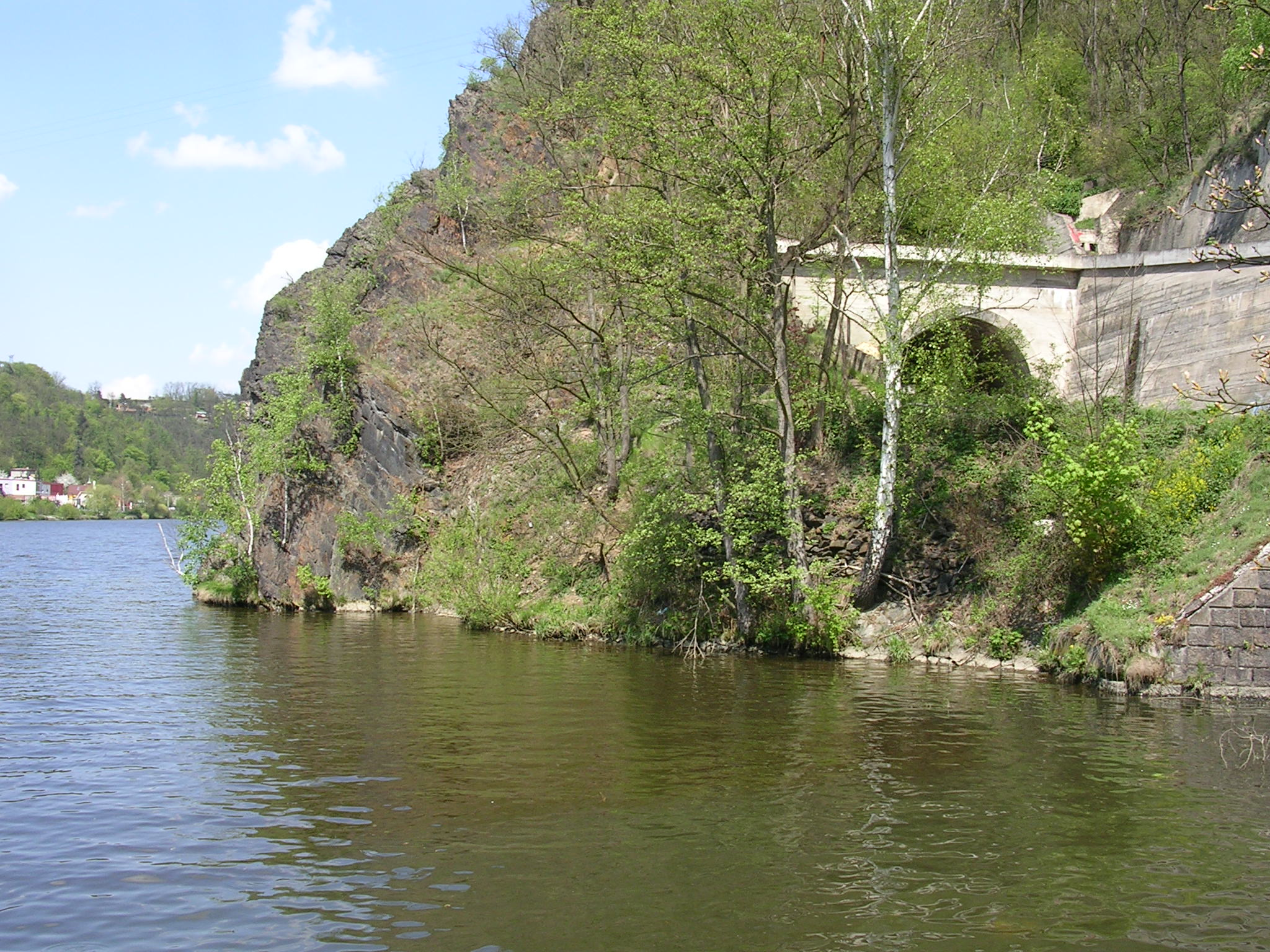
Poslední vltavské kilometry Posázavského Pacifiku.
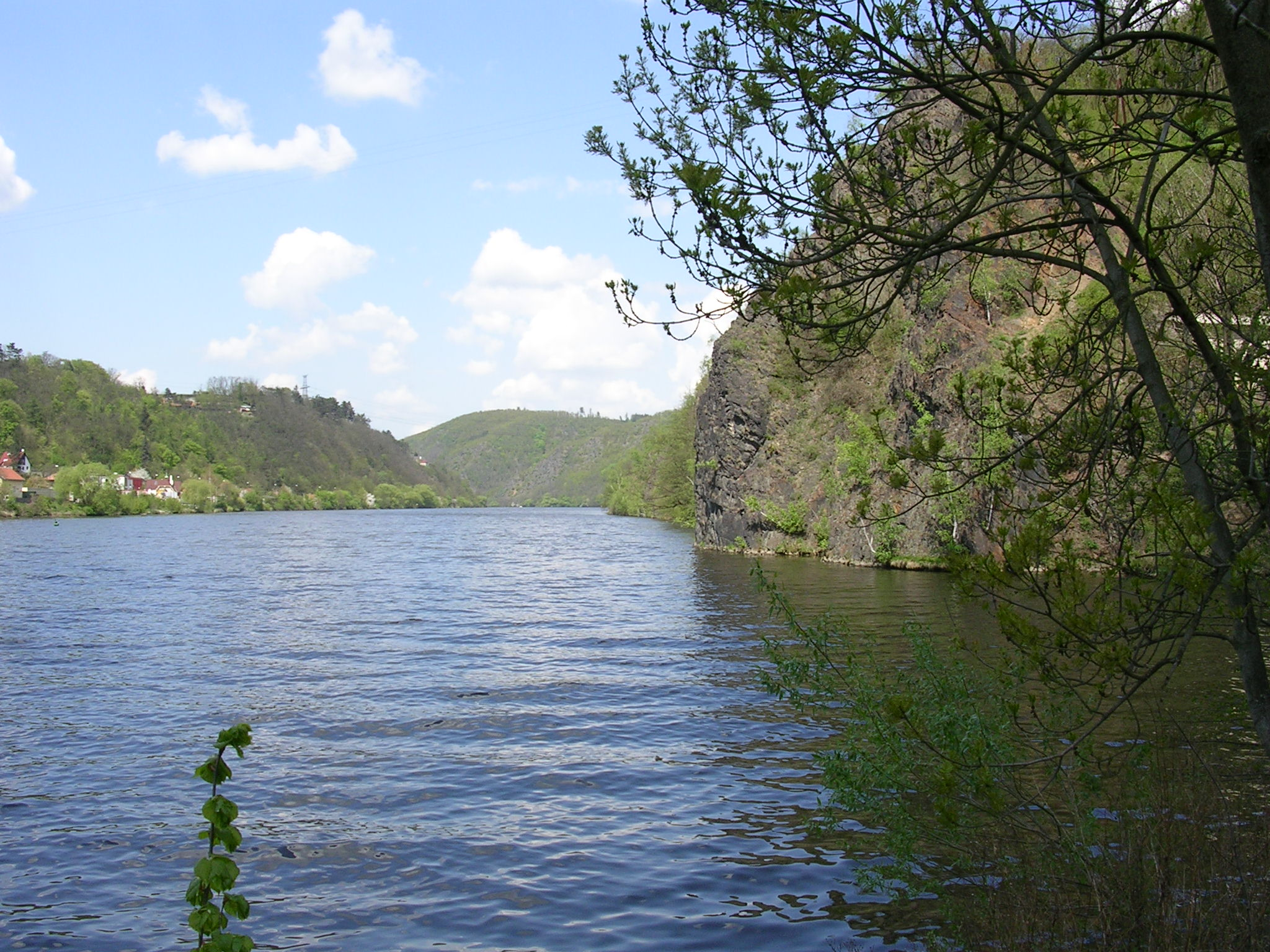
Skalní břeh u Oleška
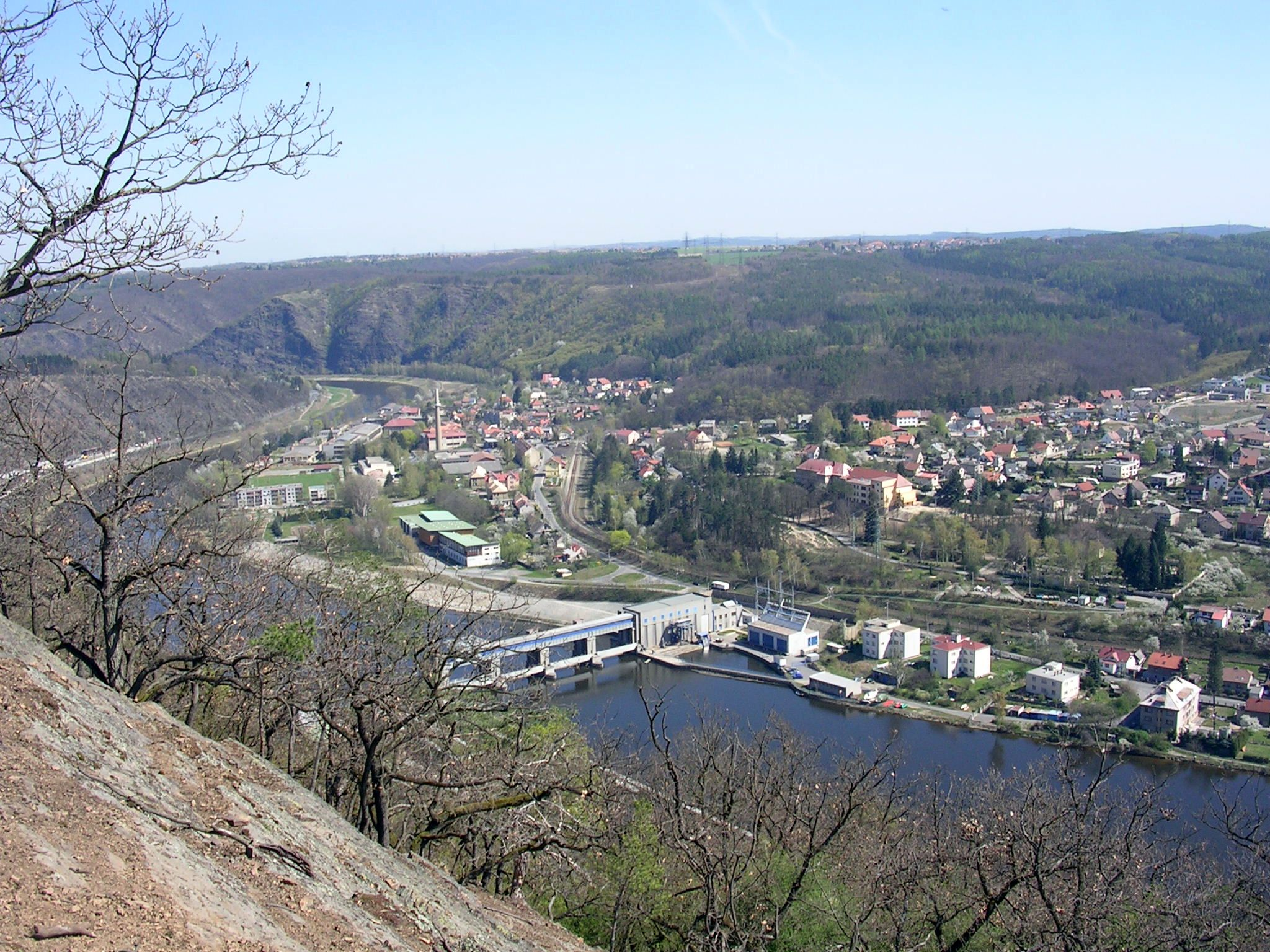
Pohled na Vrané nad Vltavou